# José de Zavala y Esquivel
José Vicente de Zavala y Esquivel (Lima, 1690-Lima, 6 de mayo de 1757), noble criollo y funcionario colonial en el Virreinato del Perú. VI Señor de la Casa de Zavala.

## Biografía
Sus padres fueron los limeños Francisco de Zavala y Villela, y la dama cusqueña María Rosa de Esquivel y Navia, hija del primer Marqués de San Lorenzo del Valleumbroso. Emparentado a ilustres linajes en Lima, Cuzco y España.
Iniciado en la vida militar, alcanzó el rango de Capitán de los Reales Ejércitos y de las Compañías que levantó el Virrey del Perú Manuel de Oms, I marqués de Castelldosríus, para defensa de la fortaleza del Callao. A la muerte de su padre, heredó los señoríos de la Casa de Zavala y de la Casa de la Maza, así como también el cargo de Contador mayor del Tribunal de la Santa Cruzada. Falleció intestado dejando numerosa familia.

## Matrimonio y descendencia
Contrajo matrimonio en Lima, el 23 de septiembre de 1721, con Ángela Vázquez de Velasco y Tello de la Cueva, de cuya unión tuvieron los siguientes hijos:
1. Petronila de Zavala y Vázquez de Velasco, casada con Pedro Bravo del Ribero y Correa, oidor de la Real Audiencia de Lima, con sucesión.
2. Rosa de Zavala y Vázquez de Velasco, casada con el II Marqués de Rocafuerte, con sucesión.
3. Ana de Zavala y Vázquez de Velasco, casada con José Toribio Bravo de Lagunas y Castilla, con sucesión.
4. Josefa de Zavala y Vázquez de Velasco, casada con Alonso de los Ríos y Miranda, con sucesión.
5. Tadeo Martín de Zavala y Vázquez de Velasco, VII Señor de la Casa de Zavala, casado con Mariana Pardo de Figueroa y Esquivel, IV Marquesa de San Lorenzo del Valleumbroso, con sucesión.
6. José Vicente de Zavala y Vázquez de Velasco.
7. Manuel de Zavala y Vázquez de Velasco, rector del Colegio Real de San Felipe y San Marcos.